# Aouni Kawas
Pour les articles homonymes, voir Kawas.
Aouni Kawas est un comédien libanais né dans les années 1960.

## Au cinéma
Aouni Kawas a joué dans trois films libanais. Il tient le premier rôle de Beyrouth Fantôme (sorti au Liban en 1999 mais présenté seulement au Festival international des cinémas d'Asie 2008). Il incarne un rôle de père dans Dans les champs de bataille de Danielle Arbid (2004). Il incarne le rôle de Jo dans Falafel (en) (2006). Enfin, il joue aussi dans le court metrage "1958" de Ghassan Salhab(2009).
Ses prestations lui apportent une reconnaissance certaine, notamment du critique de cinéma Raphaël Millet qui écrit "l'excellent Aouni Kawas, jusqu'alors inconnu à l'écran, sorte de Russell Crowe libanais".
Aouni Kawas incarne souvent dans ses rôles au cinéma des personnages mal dans leur peau, violents et marqués par les séquelles de la guerre du Liban.
Il joue dans La Vallée de Ghassan Salhab (2016).

## À la télévision
Il joue en 2006 le rôle de "l'autre" dans le téléfilm Le Dernier Homme de Ghassan Salhab pour la télévision libanaise.